# Miguel Mileo
Miguel Mileo (nacido y fallecido en Buenos Aires, Argentina) fue un prolífico primer actor de cine, televisión y teatro , traductor, guionista y director argentino.

## Carrera
Miguel Mileo estudió en 1926 en el "Conservatorio Nacional de Música y Declamación", dirigida por Carlos López Buchardo y Enrique García Velloso, y estudió junto a las actrices Mecha Ortiz y Paulina Singerman.
Fue un gran actor teatral que supo lucirse en la pantalla grande en varios filmes de la década del '30, y realizó una intensa actividad entre 1935 y 1960. También dirigió la película La canción que tú cantabas de 1939, y fue el libretista de los populares films La fuerza ciega, Todo un hombre, La fuga, El muerto falta a la cita  y El cura gaucho. En cine trabajó con las famosas estrellas de la época dorada de la cinematografía argentina como Tita Merello, Rosa Rosen, Amelia Bence, Rosa Volpe, Niní Gambier, María Santos, Santiago Arrieta y Augusto Codecá, entre muchos otros.
En 1945 debutó como director de diálogos con  Se abre el abismo .
En 1946 trabajó como delegado de la Asociación Argentina de Actores junto con Miguel Faust Rocha y Roberto Airaldi.
En 1962 tradujo la obra Buenas noches, Carina, que presentó la "Compañía Ana María Campoy-José Cibrián" en el Teatro Astral.

### Filmografía
Como actor
- 1935: Monte criollo
- 1936: Loco lindo
- 1937: La fuga
- 1937: Palermo
- 1938: El casamiento de Chichilo

Como director:
1939: La canción que tú cantabas

### Televisión
En la pantalla chica hizo Rumba rica, escrita por Miguel de Calasanz y dirigida por Gerardo Noizeaux, junto con Eva Flores, Héctor Calcaño, Miguel Ligero y Eduardo Farrell.

### Teatro
En el escenario compartió su vocación junto con destacados actores como Alberto Vacarezza, Consuelo Abad, Santiago Gómez Cou, Nedda Francy, Miguel Faust Rocha, Florindo Ferrario, Mario Danesi, Héctor Ugazio. En 1934 integró el NEA ("Núcleo de Escritores y Autores") junto con otros actores como Rosa Catá, Luisa Vehil, Iris Marga, Guillermo Battaglia, Ana Gryn, Gloria Ferrandiz, Francisco Petrone, Juan Vehil, Homero Cárpena, Tulia Ciámpoli, Amanda Varela y Sebastián Chiola.
- El santo como Andrés
- La guitarra y el Jazz band, de Henri Duvernois
- Mirandolina, de Carlo Goldoni
- La primavera de los demás, de Jean Jacques Berbard
- Carina
- Los Inmortales, junto con Josefína Dealessi
- Amanda y Eduardo de Armando Discépolo
- El secreto
- Los tres berretines
- Cuando se es alguien, de Luigi Pirandello
- El barco no sale mañana, en versión de Rafael Insausti, con Teresa Serrador y  Ada Cornaro.

En 1935 colabora con el poeta y ensayista Ocampo Cambours, para fundar y dirigir el "Teatro Libre".
Formó  parte de la sección  filodramática italiana dirigida por Carlos Barone,  junto con Isabel de Bariani, Josefína Dealessi, José Casuscelli, Ángel Galli, Fanny Montechiaro, Humberto Nidolán, Luciana Ferrari, Laurita Galli, Josefína Ferrari y Miguel Ciaburri, entre otros.
Como director teatral se menciona las obras Los ojos llenos de amor,  de 1952 de Abel Santa Cruz, Flor de familia la mía y Tiburón de T. Insausti y Malfatti. Dirigió la "Compañía Nacional de Comedia" en el Teatro Urquiza, con Tita Merello y Santiago Arrieta. También fue director de importantes teatros como el Teatro Federal con los cuales presentó algunas de sus obras en el exterior como España.